# Mycosphaerella gibsonii
Mycosphaerella gibsonii är en svampart som beskrevs av H.C. Evans 1984. Mycosphaerella gibsonii ingår i släktet Mycosphaerella och familjen Mycosphaerellaceae.   Inga underarter finns listade i Catalogue of Life.